# About a Boy (serie de televisión)
About a Boy es una serie de televisión estadounidense de comedia, creada por Jason Katims basada en la novela homónima de Nick Hornby. Es protagonizada por David Walton, Minnie Driver y Benjamin Stockham y fue estrenada el 22 de febrero de 2014 por la cadena NBC, para ser transmitida en su horario habitual a partir del 25 de febrero de 2014.
El 9 de mayo de 2014 la serie fue renovada para una segunda temporada, que fue estrenada el 14 de octubre de 2014.

## Argumento
La serie sigue a Will Freeman, quien después de escribir una canción de éxito tiene segura una vida de lujos que vive sin preocupaciones. Will es soltero y desempleado y vive en un mundo perfecto hasta que Fiona y su hijo Marcus se mudan a la casa de al lado. Pronto, Marcus y Will se vuelven amigos, aunque este último no está muy seguro de ser el mejor amigo de un niño, hasta que descubre que las mujeres se sienten atraídas por padres solteros. Es entonces que Will y Marcus hacen un trato: el niño fingirá ser el hijo de Will mientras éste le permite divertirse en su casa.

## Elenco

### Personajes principales
- David Walton como Will Freeman, un compositor exitoso. Después de que él escribiese una canción que se convirtió en un éxito se le concedió una vida libre de problemas financieros. Es soltero, desempleado y le encanta. Cuando Fiona y Marcus se mudan al lado, él comienza a vincularse con ellos.
- Benjamin Stockham como Marcus Brewer, es un niño de 11 años de edad, hijo único. Él es  cercano a su madre, ya que ella lo ha criado sola desde que era un niño. No es muy popular en la escuela, por lo que a menudo es molestado por los niños que sí lo son. Cuando él y su madre se mudan a una nueva casa, se encuentra con su nuevo vecino Will en el que encuentra un nuevo mejor amigo.
- Minnie Driver como Fiona Brewer, hippie vegana y una madre dominante. Tiene un único hijo, Marcus, al que está criando sola. Ella estuvo casada pero se divorció. A Fiona le gusta meditar, cuidar de las flores y no le gusta su nuevo vecino, Will.
- Al Madrigal como Andy. Es el mejor amigo de Will. Tiene tres hijos y su esposa es Laurie. Él piensa que criar a un niño es el honor más grande que una persona puede tener. Es más maduro que Will, ya que tiene hijos a los que cuidar. Fue DJ.
- Annie Mumolo como Laurie (temporada 2, recurrente en la temporada 1). Es la esposa de Andy, con quien tiene tres hijos. Laurie tiende a no llevarse bien con Will incluso con la intervención de Andy.

### Personajes recurrentes
- Leslie Bibb como Dakota.
- Adrianne Palicki como la doctora Samantha Lake.
- Zach Cregger como TJ.

## Episodios
| Temporada | Temporada | Episodios | Emisión original      | Emisión original   |
| Temporada | Temporada | Episodios | Inicio                | Final              |
| --------- | --------- | --------- | --------------------- | ------------------ |
|           | 1         | 13        | 22 de febrero de 2014 | 15 de mayo de 2014 |
|           | 2         | —         | 14 de octubre de 2014 | —                  |

## Producción

### Desarrollo
El 11 de enero de 2013, la NBC ordenó la realización de un piloto, basado en la novela de Hornby, así como en la película del mismo nombre dirigida por Paul y Chris Weitz. El 30 de enero, Jon Favreau fue confirmado para dirigir el episodio piloto. El 9 de mayo, la cadena seleccionó el piloto para desarrollar una serie.
El 19 de enero de 2014, Katims confirmó que la serie compartirá el mismo universo que Parenthood con la posibilidad de algunos crossovers entre ambas series, tal como sucedió con la aparición de Walton en la serie protagonizada por Dax Shepard:

"Debido a que ambas series se desarrollan en San Francisco y el Área de la Bahía, tenía sentido que hubiera un crossover, resulta que Will también tiene su propio juego de póquer por lo que Dax Shepard va a hacer una aparición como Crosby Braverman en About a Boy.

### Casting
El 7 de febrero de 2013, David Walton fue elegido para interpretar a Will Freeman, el protagonista de la historia; una semana más tarde, se confirmó que Minnie Driver fue elegida para dar vida a Fiona Brewer. El 4 de marzo, Benjamin Stockham fue elegido para interpretar a Marcus, el hijo de Fiona y amigo de Will. Finalmente, el 14 de marzo, Al Madrigal se unió al elenco para interpretar a Andy, el mejor amigo de Will.
Dentro del elenco recurrente e invitados fueron confirmadas las participaciones de Anjelah N. Johnson como Laurie, la esposa de Andy; quien fue sustituida por Annie Mumolo. Leslie Bibb, la pareja de John Ross Bowie y Jamie Denbo, quienes interpretan a un matrimonio en la serie; Adrianne Palicki como la doctora Samantha Lake, interés amoroso de Will, y Will Sasso para interpretar al interés amoroso de Fiona.